# Hope Davis
Hope Davis (Englewood, 23 marzo 1964) è un'attrice statunitense.

## Biografia
Si diploma nel 1982 alla "Tenafly High School" nel New Jersey. Debutta nel 1990 in Linea mortale di Joel Schumacher e in seguito ottiene una piccola parte in Mamma, ho perso l'aereo.
Nel 1996 recita nel film indipendente L'amante in città, negli anni successivi prende parte a film come Cuori in Atlantide e A proposito di Schmidt. Nel 2003 ottiene una nomination ai Golden Globe ed altri riconoscimenti per l'interpretazione in American Splendor.
Ha preso parte ai film The Weather Man - L'uomo delle previsioni, Proof - La prova e L'imbroglio - The Hoax, inoltre ha preso parte alla serie tv Six Degrees - Sei gradi di separazione. Nel 2008 recita nei film Genova - Un luogo per ricominciare di Michael Winterbottom e Synecdoche, New York di Charlie Kaufman.

## Filmografia

### Cinema
- Linea mortale (Flatliners), regia di Joel Schumacher (1990)
- Mamma, ho perso l'aereo (Home Alone), regia di Chris Columbus (1990)
- Il bacio della morte (Kiss of Death), regia di Barbet Schroeder (1995)
- L'amante in città (The Daytrippers), regia di Greg Mottola (1996)
- Un marito quasi perfetto (Mr. Wrong), regia gi Nick Castle (1996)
- Guy - Gli occhi addosso (Guy), regia di Michael Lindsay-Hogg (1997)
- I segreti del cuore (The Myth of Fingerprints), regia di Bart Freundlich (1997)
- Prossima fermata Wonderland (Next Stop Wonderland), regia di Brad Anderson (1998)
- Gli imbroglioni (The Impostors), regia di Stanley Tucci (1998)
- Arlington Road - L'inganno (Arlington Road), regia di Mark Pellington (1999)
- Mumford, regia di Lawrence Kasdan (1999)
- Il segreto di Joe Gould (Joe Gould's Secret), regia di Stanley Tucci (2000)
- Cuori in Atlantide (Hearts in Atlantis), regia di Scott Hicks (2001)
- Final, regia di Campbell Scott (2001)
- A proposito di Schmidt (About Schmidt), regia di Alexander Payne (2002)
- The Secret Lives of Dentists, regia di Alan Rudolph (2002)
- American Splendor, regia di Shari Springer Berman e Robert Pulcini (2003)
- The Matador, regia di Richard Shepard (2005)
- Duma, regia di Carroll Ballard (2005)
- Proof - La prova (Proof), regia di John Madden (2005)
- The Weather Man - L'uomo delle previsioni (The Weather Man), regia di Gore Verbinski (2005)
- Infamous - Una pessima reputazione (Infamous), regia di Douglas McGrath (2006)
- L'imbroglio - The Hoax (The Hoax), regia di Lasse Hallström (2006)
- The Nines, regia di John August (2007)
- Charlie Bartlett, regia di Jon Poll (2007)
- Synecdoche, New York, regia di Charlie Kaufman (2008)
- The Lodger - Il pensionante (The Lodger), regia di David Ondaatje (2008)
- Genova - Un luogo per ricominciare (Genova), regia di Michael Winterbottom (2008)
- Questioni di famiglia (The Family Tree), regia di Vivi Friedman (2011)
- Real Steel, regia di Shawn Levy (2011)
- Disconnect, regia di Henry Alex Rubin (2012)
- Più forte delle parole - Louder Than Words (Louder Than Words), regia di Anthony Fabian (2013)
- Joker - Wild Card (Wild Card), regia di Simon West (2015)
- Captain America: Civil War, regia di Anthony e Joe Russo (2016)
- Rebel in the Rye, regia di Danny Strong (2017)
- Greenland, regia di Ric Roman Waugh (2020)
- Asteroid City, regia di Wes Anderson (2023)
- Cat Person, regia di Susanna Fogel (2023)
- La trama fenicia (The Phoenician Scheme), regia di Wes Anderson (2025)
- The Mastermind, regia di Kelly Reichardt (2025)

### Televisione
- Deadline – serie TV, 13 episodi (2000-2001)
- Six Degrees - Sei gradi di separazione (Six Degrees) – serie TV, 13 episodi (2006-2007)
- In Treatment – serie TV, 7 episodi (2009)
- I due presidenti (The Special Relationship), regia di Richard Loncraine – film TV (2010)
- Mildred Pierce – miniserie TV (2011)
- The Newsroom – serie TV, 5 episodi (2012-2013)
- Law & Order - Unità vittime speciali (Law & Order: Special Victims Unit) - serie TV, episodio 14x21 (2013)
- Allegiance – serie TV, 13 episodi (2015)
- American Crime – serie TV, 7 episodi (2016)
- Wayward Pines – serie TV, 14 episodi (2015-2016)
- For the People – serie TV, 20 episodi (2018-2019)
- Your Honor – serie TV, 20 episodi (2020-2023)
- Succession – serie TV, 7 episodi (2021-2023)
- Perry Mason – serie TV, 6 episodi (2023)

## Doppiatrici italiane
Nelle versioni in italiano delle opere in cui ha recitato, Hope Davis è stata doppiata da:
- Franca D'Amato in Proof - La prova, L'imbroglio - The Hoax, Six Degrees - Sei gradi di separazione, Real Steel, The Newsroom, Synecdoche, New York, Captain America: Civil War, American Crime, Asteroid City, La trama fenicia
- Tiziana Avarista in The Weather Man - L'uomo delle previsioni, The Matador, The Lodger - Il pensionante, Disconnect
- Alessandra Korompay in Mildred Pierce, Allegiance, Perry Mason
- Antonella Baldini in Prossima fermata Wonderland, Wayward Pines
- Roberta Greganti in Duma, I due Presidenti
- Ida Sansone in Linea mortale
- Stefanella Marrama in Un marito... quasi perfetto
- Alessandra Cassioli in In Treatment
- Chiara Colizzi in Mumford
- Claudia Catani in Arlington Road - L'inganno
- Mariadele Cinquegrani in I segreti del cuore
- Cinzia De Carolis in Charlie Bartlett
- Barbara De Bortoli in Infamous - Una pessima reputazione
- Pinella Dragani in Cuori in Atlantide
- Elda Olivieri ne Il segreto di Joe Gould
- Eleonora De Angelis in A proposito di Schmidt
- Donatella Fanfani in Genova
- Anna Cesareni in Più forte delle parole
- Selvaggia Quattrini in Rebel in the Rye
- Cinzia Villari in Greenland
- Rossella Acerbo in Linea mortale (ridoppiaggio)
- Tatiana Dessi in Your Honor